# 고양이 먹이

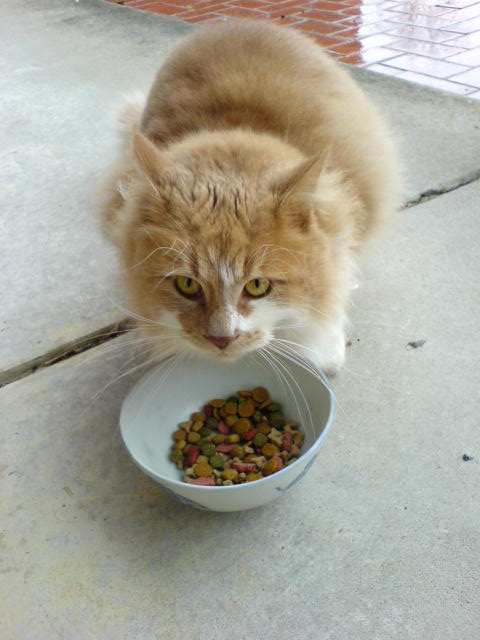
건식 사료를 먹는 애완 고양이.

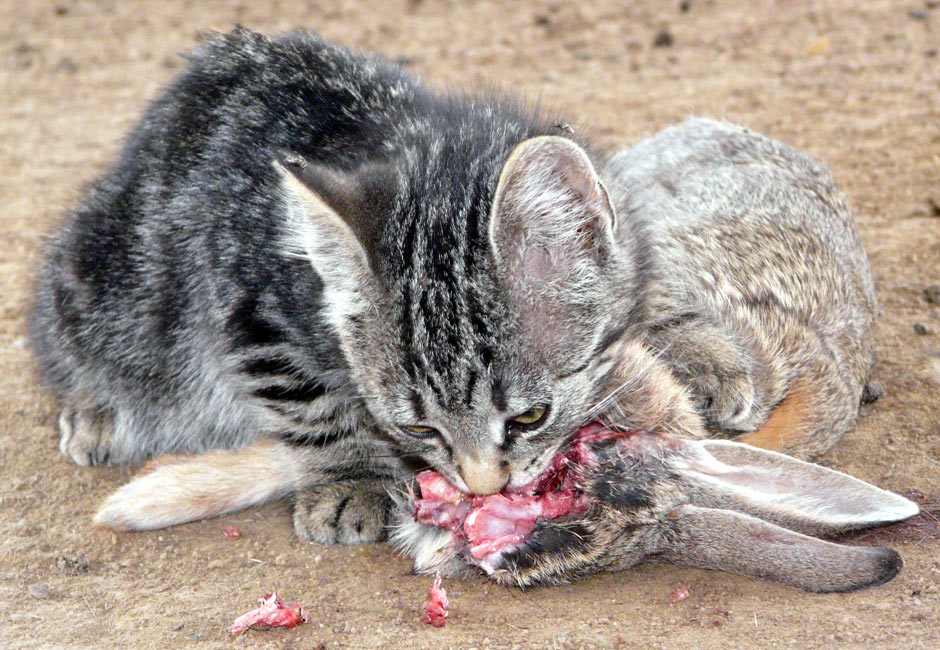
헛간 고양이 새끼가 솜꼬리토끼의 골통을 뜯어먹고 있다.

고양이 먹이(cat food)는 고양이가 먹으라고 만든 먹이다. 고양이는 사람과는 다른 영양성분을 필요로 한다. 고양이에게 필요한 다수의 비타민과 아미노산이 식품 제조 과정에서 다량 소실되기에 제조 이후 이러한 영양분을 추가해 주어야 한다. 예컨대 아미노산의 일종인 타우린은 고양이 먹이에는 풍부하지만 개 먹이에는 그만큼 풍부할 필요가 없다. 그래서 고양이에게 개 먹이를 먹이면 시력상실, 뇌손상을 비롯한 장애가 일어날 수도 있다.

## 같이 보기
- 개 먹이